# Uebigau-Wahrenbrück
Uebigau-Wahrenbrück er en by i landkreis Elbe-Elster i den tyske delstat Brandenburg.